# Powiat sandomierski
Powiat sandomierski – powiat w Polsce (województwo świętokrzyskie), utworzony w 1999 roku w ramach reformy administracyjnej. Jego siedzibą jest miasto Sandomierz.
W skład powiatu wchodzą:
- gminy miejskie: Sandomierz
- gminy miejsko-wiejskie: Klimontów, Koprzywnica, Zawichost
- gminy wiejskie: Dwikozy, Łoniów, Obrazów, Samborzec, Wilczyce
- miasta: Klimontów, Koprzywnica, Sandomierz, Zawichost

Powiat sandomierski graniczy z dwoma powiatami województwa świętokrzyskiego: staszowskim i opatowskim, z jednym powiatem województwa lubelskiego: kraśnickim oraz z powiatami: stalowowolskim, tarnobrzeskim i miastem Tarnobrzeg znajdującymi się w województwie podkarpackim.
Według danych z 30 czerwca 2020 roku powiat zamieszkiwało 76 736 osób.

## Historia
Początki powiatu sandomierskiego sięgają czasów Korony Królestwa Polskiego.
Od tamtego czasu powiat sandomierski istnieje nieprzerwanie, jedynie z krótkimi przerwami w XX w. w latach 1939–1944 oraz 1973–1999.
Według rejestrów z 1508 roku powiat sandomierski obejmował Sandomierz, Osiek, Opatów, Połaniec, Zawichost, Solec, Piórków, Łagów, Bodzentyn, Kunów, Ćmielów.
W 1571 roku powiat sandomierski liczył 46 836 mieszkańców.
W 1629 roku powierzchnia powiatu wynosiła 6082 km². W tym czasie powiat liczył 28 miast i 636 wsi.
Według dystrybucji soli na zjeździe deputatów z województwa sandomierskiego w Nowym Mieście Korczynie w dniu 12 sierpnia 1688, należnej na dobra szlacheckie ziemskie za lata 1667–1668, powiat sandomierski obejmował 1445 i 1/4 łanu.

## Gminy
Liczba ludności i powierzchnia gmin według danych z 31 grudnia 2010 r.
| Gmina                      | Ludność      | Powierzchnia         |
| -------------------------- | ------------ | -------------------- |
| Sandomierz (miasto)        | 24 375       | 28,69 km²            |
| Koprzywnica (w tym miasto) | 7020 (2 540) | 69,33 km² (17,9 km²) |
| Zawichost (w tym miasto)   | 4634 (1813)  | 80,3 km² (20,29 km²) |
| Klimontów (w tym miasto)   | 8450 (2000)  | 99,78 km² (4,7 km²)  |
| Dwikozy                    | 8973         | 84,58 km²            |
| Samborzec                  | 8778         | 85,24 km²            |
| Łoniów                     | 7473         | 86,85 km²            |
| Obrazów                    | 6615         | 71,56 km²            |
| Wilczyce                   | 3829         | 69,56 km²            |
| Razem                      | 80 147       | 675,89 km²           |

## Demografia

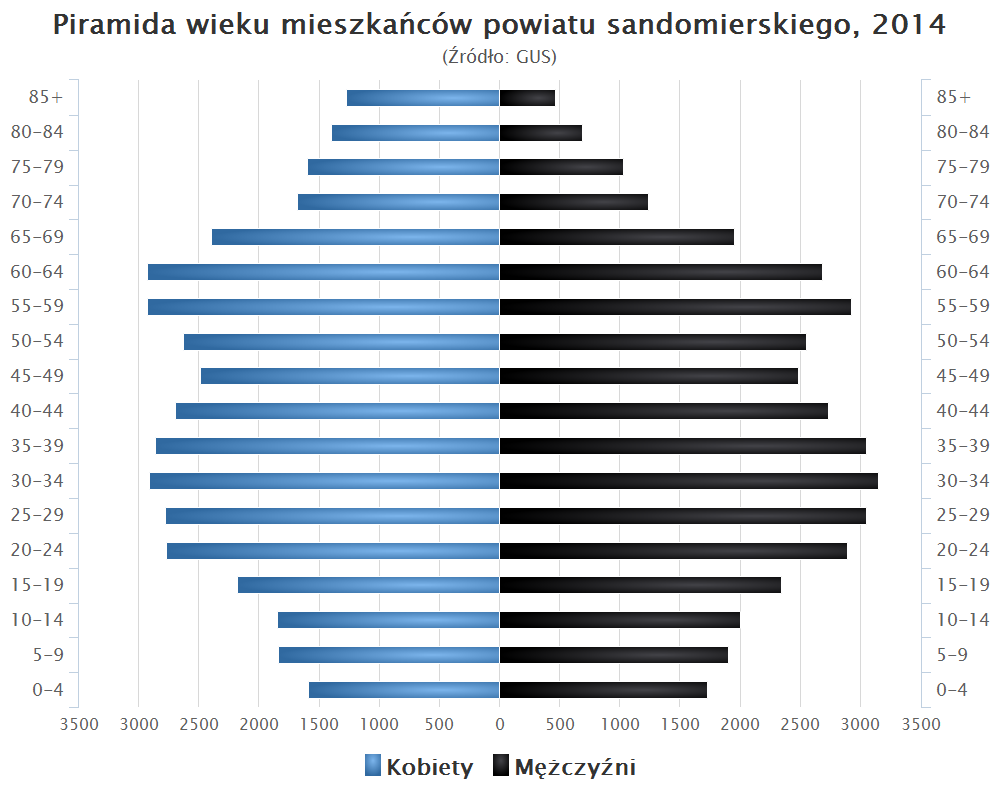
Piramida wieku mieszkańców powiatu sandomierskiego w 2014 roku

Liczba ludności (dane z 31 grudnia 2010):
|        | Ogółem | Ogółem | Kobiety | Kobiety | Mężczyźni | Mężczyźni |
| osób   | %      | osób   | %       | osób    | %         |           |
| ------ | ------ | ------ | ------- | ------- | --------- | --------- |
| Ogółem | 80 147 | 100    | 41 244  | 51,46   | 38 903    | 48,54     |
| Miasto | 28 728 | 35,84  | 15 294  | 19,08   | 13 434    | 16,76     |
| Wieś   | 51 419 | 64,16  | 25 950  | 32,38   | 25 469    | 31,78     |

▶Wieś vs ▶miasto
Ogółem (▶k, ▶m)
Miasto (▶k, ▶m)
Wieś (▶k, ▶m)

## Budżet
Rysunek 1.1 Dochody ogółem w UR Sandomierz (1995–1998) i SP Sandomierz (1999–2010) w latach 1995–2010 (w zł)
| WYSZCZEGÓLNIENIE               | J. m. | ROK                                   | ROK                                   | ROK                                   | ROK                                   | ROK                                       | ROK                                       | ROK                                       | ROK                                       | ROK                                       | ROK                                       | ROK                                       | ROK                                       | ROK                                       | ROK                                       | ROK                                       | ROK                                       |
| WYSZCZEGÓLNIENIE               | J. m. | 1995                                  | 1996                                  | 1997                                  | 1998                                  | 1999                                      | 2000                                      | 2001                                      | 2002                                      | 2003                                      | 2004                                      | 2005                                      | 2006                                      | 2007                                      | 2008                                      | 2009                                      | 2010                                      |
| WYSZCZEGÓLNIENIE               | J. m. | W ramach Urzędu Rejonowego Sandomierz | W ramach Urzędu Rejonowego Sandomierz | W ramach Urzędu Rejonowego Sandomierz | W ramach Urzędu Rejonowego Sandomierz | W ramach Starostwa Powiatowego Sandomierz | W ramach Starostwa Powiatowego Sandomierz | W ramach Starostwa Powiatowego Sandomierz | W ramach Starostwa Powiatowego Sandomierz | W ramach Starostwa Powiatowego Sandomierz | W ramach Starostwa Powiatowego Sandomierz | W ramach Starostwa Powiatowego Sandomierz | W ramach Starostwa Powiatowego Sandomierz | W ramach Starostwa Powiatowego Sandomierz | W ramach Starostwa Powiatowego Sandomierz | W ramach Starostwa Powiatowego Sandomierz | W ramach Starostwa Powiatowego Sandomierz |
| ------------------------------ | ----- | ------------------------------------- | ------------------------------------- | ------------------------------------- | ------------------------------------- | ----------------------------------------- | ----------------------------------------- | ----------------------------------------- | ----------------------------------------- | ----------------------------------------- | ----------------------------------------- | ----------------------------------------- | ----------------------------------------- | ----------------------------------------- | ----------------------------------------- | ----------------------------------------- | ----------------------------------------- |
| Dochody ogółem                 | zł    | 29 487 712,-                          | 56 911 852,-                          | 77 082 325,-                          | 84 949 467,-                          | 92 397 692,-                              | 97 227 740,-                              | 114 030 295,-                             | 117 658 007,-                             | 124 101 177,-                             | 132 572 487,-                             | 147 316 977,-                             | 166 413 684,18                            | 178 960 759,57                            | 193 228 166,97                            | 207 477 878,06                            | 367 737 378,20                            |
| ZNAK                           | ±     | +                                     | -                                     | +                                     | -                                     | +                                         | +                                         | +                                         | +                                         | -                                         | +                                         | -                                         | +                                         | -                                         | -                                         | +                                         | +                                         |
| Deficyt/nadwyżka budżetowy(-a) | zł    | 176 293,-                             | 211 227,-                             | 8 523 065,-                           | 1 821 877,-                           | 2 439 798,-                               | 1 043 497,-                               | 1 366 752,-                               | 168 996,-                                 | 1 714 423,-                               | 6 736 698,-                               | 3 031 512,-                               | 7 730 397,04                              | 2 998 983,91                              | 8 230 716,02                              | 17 221 766,08                             | 38 248 804,67                             |
| ZNAK                           | Σ     | =                                     | =                                     | =                                     | =                                     | =                                         | =                                         | =                                         | =                                         | =                                         | =                                         | =                                         | =                                         | =                                         | =                                         | =                                         | =                                         |
| Wydatki ogółem                 | zł    | 29 664 005,-                          | 56 700 625,-                          | 85 605 390,-                          | 83 127 590,-                          | 94 837 490,-                              | 98 271 237,-                              | 115 397 047,-                             | 117 827 003,-                             | 122 386 754,-                             | 139 309 185,-                             | 144 285 465,-                             | 174 144 081,22                            | 175 961 775,66                            | 184 997 450,95                            | 224 699 644,14                            | 405 986 182,87                            |

 Rysunek 1.2 Wydatki ogółem w UR Sandomierz (1995–1998) i SP Sandomierz (1999–2010) w latach 1995–2010 (w zł)

Według danych z roku 2010 średni dochód na mieszkańca wynosił 4588,29 zł (tj. – stan na 31 XII; przy 4569,13 zł w zestawieniu na 30 VI); jednocześnie średnie wydatki na mieszkańca kształtowały się na poziomie 5065,52 zł (tj. – stan na 31 XII; przy 5044,37 zł w zestawieniu na 30 VI).

 Rysunek 1.1 Dochody ogółem w Budżecie Powiatu Sandomierz w latach 1999–2010 (w zł)
| WYSZCZEGÓLNIENIE               | J. m. | ROK          | ROK          | ROK          | ROK          | ROK          | ROK          | ROK          | ROK           | ROK           | ROK           | ROK           | ROK           |
| WYSZCZEGÓLNIENIE               | J. m. | 1999         | 2000         | 2001         | 2002         | 2003         | 2004         | 2005         | 2006          | 2007          | 2008          | 2009          | 2010          |
| ------------------------------ | ----- | ------------ | ------------ | ------------ | ------------ | ------------ | ------------ | ------------ | ------------- | ------------- | ------------- | ------------- | ------------- |
| Dochody ogółem                 | zł    | 35 739 772,- | 46 938 346,- | 51 770 917,- | 46 493 272,- | 41 643 270,- | 45 211 360,- | 46 872 778,- | 51 764 892,08 | 56 030 913,38 | 65 613 425,43 | 69 237 236,91 | 79 677 786,29 |
| ZNAK                           | ±     | -            | -            | +            | +            | +            | -            | -            | +             | +             | -             | +             | +             |
| Nadwyżka/deficyt budżetowa(-y) | zł    | 110 512,-    | 426 392,-    | 1 212 217,-  | 173 195,-    | 832 425,-    | 1 669 274,-  | 204 675,-    | 1 209 613,23  | 929 874,78    | 586 167,89    | 458 312,46    | 5 348 994,03  |
| ZNAK                           | Σ     | =            | =            | =            | =            | =            | =            | =            | =             | =             | =             | =             | =             |
| Wydatki ogółem                 | zł    | 35 629 260,- | 46 511 954,- | 52 983 134,- | 46 666 467,- | 42 475 695,- | 43 542 086,- | 46 668 103,- | 52 974 505,31 | 56 960 788,16 | 65 027 257,54 | 69 695 549,37 | 85 026 780,32 |

 Rysunek 1.2 Wydatki ogółem w Budżecie Powiatu Sandomierz w latach 1999–2010 (w zł)

Według danych z roku 2010 średni dochód na mieszkańca wynosił 994,15 zł (tj. – stan na 31 XII; przy 990,00 zł w zestawieniu na 30 VI); jednocześnie średnie wydatki na mieszkańca kształtowały się na poziomie 1060,89 zł (tj. – stan na 31 XII; przy 1056,46 zł w zestawieniu na 30 VI).

## Starostowie sandomierscy
- Mieczysław Sawa (2002-2006
- Stanisław Masternak (2006-2018)
- Marcin Piwnik (2018 - nadal)